# Cantonul Louviers-Sud
Cantonul Louviers-Sud este un canton din arondismentul Les Andelys, departamentul Eure, regiunea Haute-Normandie, Franța.

## Comune
| Comune              | Populație (1999) | Cod poștal | Cod INSEE |
| ------------------- | ---------------- | ---------- | --------- |
| Acquigny            | 1 438            | 27400      | 27003     |
| Amfreville-sur-Iton | 716              | 27400      | 27014     |
| Crasville           | 123              | 27400      | 27184     |
| La Haye-le-Comte    | 115              | 27400      | 27321     |
| La Haye-Malherbe    | 1 450            | 27400      | 27322     |
| Hondouville         | 721              | 27400      | 27339     |
| Louviers (Sud)      | 18 328           | 27400      | 27375     |
| Le Mesnil-Jourdain  | 252              | 27400      | 27403     |
| Pinterville         | 757              | 27400      | 27456     |
| Quatremare          | 361              | 27400      | 27483     |
| Surtauville         | 355              | 27400      | 27623     |
| Surville            | 735              | 27400      | 27624     |
| La Vacherie         | 485              | 27400      | 27666     |